# Seletı (Kazakhstan)
Selety (en Kazakh : Селеты) est une localité située dans le District d’Ertis dans l'Oblys de Pavlodar au Kazakhstan. Son ancien nom était Sladkovodsk (en Kazakh : Сладководск).